# Webera pseudobarbula
Webera pseudobarbula là một loài rêu trong họ Bryaceae. Loài này được Thér. mô tả khoa học đầu tiên năm 1933.